# Дакос
Дакос або нтакос (грец. ντάκος), також відомий як кокувагія або кукувагія (κουκουβάγια, «сова») або на сході Криту також побутує кулукопсомо — закуска критської кухні, складається зі шматочків розмоченого підсушеного хлібу або ячмінних сухарів (паксімаді) з порізаними помідорами, посипаних сиром фета або мізіфра, а також заправлена травами, зокрема сушеним орегано. Також можуть додаватися оливки і перець, заправлятися оливковою олією.
Страва схожа на каталонський хліб з помідорами та італійську брускетту або панзанеллу.